# Biały Szczep
Biały Szczep im. hetmana Stefana Czarnieckiego w Krakowie – jedna z jednostek organizacyjnych Związku Harcerstwa Polskiego działających w Krakowie. Współcześnie Biały Szczep ma swoją siedzibę w Zespole Szkół Energetycznych przy ulicy Loretańskiej 16 w Krakowie i zrzesza młodzież z krakowskich liceów.

## Historia
Utworzony w 1957 r. z dwóch krakowskich drużyn harcerskich – 14 Krakowskiej Drużyny Harcerzy „Brązowa Czternastka” im. ks. biskupa dr. Władysława Bandurskiego (rok zał. 1932) i 18 Krakowskiej Drużyny Harcerzy. Założycielem Szczepu był ówczesny ćw. Ryszard Wcisło, który otrzymał upoważnienie nr 1 w Krakowie, do reaktywowania 14 KDH. Pierwsza zbiórka odbyła się 13 stycznia 1957 r. w Technikum Energetycznym, przy ul. Loretańskiej 16.
Szczep przyjął biały kolor chust i imię hetmana Stefana Czarnieckiego. W 1960 r. na Wawelu otrzymał od społeczeństwa Krakowa sztandar zaprojektowany przez hm. Ryszarda Wcisło, jako pierwszy z całej serii najpiękniejszych harcerskich sztandarów Krakowa (sztandar Białego Szczepu miał konspiracyjną kopię, wykonaną na wypadek ponownej likwidacji ZHP; kopia ta została ujawniona dopiero w 2006 r.). Na pamiątkę „Brązowej Czternastki” posiada 4 brązowe kliny. Na obozie letnim BS w 1960 r. w Bieszczadach, została wznowiona przez „Chytrego Lisa” działalność Harcerskiej Rodziny Puszczańskiej – Kręgu Czarnego Dębu, Gromady Orłów w Krakowie.
Biały Szczep był przez późniejsze lata czołowym ośrodkiem starszoharcerskim w Polsce. Niezmiennie zachowywał skautowy charakter, wbrew naciskom politycznym, jak również działaniom Służby Bezpieczeństwa takim jak śledztwo w sprawie wydania nielegalnego wielkiego śpiewnika Białego Szczepu. Wydawał czasopismo Czata, oraz szereg publikacji metodycznych poza zasięgiem cenzury. Odznaczony Krzyżem „Za Zasługi dla ZHP”.
Szczep znalazł się w konflikcie z władzami harcerskimi za odmowę stosowania mundurów i nowych zasad pracy Harcerskiej Służby Polsce Socjalistycznej, oraz za wysłanie depeszy do Watykanu z Jubileuszowego Zlotu 70-Lecia Harcerstwa Polskiego na Błoniach Krakowskich. W trakcie jego trwania Szczep zainstalował stację SP 0 AM (AM – Andrzej Małkowski). W efekcie wysłania depeszy inspekcja radiowa odebrała Klubowi Krótkofalarskiemu Szczepu SP 9 ZAS licencję krótkofalarską.
Na początku lat 80. XX w. instruktorzy Szczepu angażowali się w Ruch Odnowy ZHP. Współredagowali List Instruktorów Krakowskich, który dał początek ruchowi Porozumieniu Kręgów Instruktorów Harcerskich im. Andrzeja Małkowskiego. Z tym Ruchem kadra Szczepu sympatyzowała, stosując jego zasady. Instruktorzy szczepu uczestniczyli również w Ruchu Starszoharcerskim, oraz w szczególności w odtwarzaniu specjalności łącznościowej (hm. Andrzej Pelczar, SP 9 ADU). W Szczepie stosowano nieprzerwanie tradycyjną metodykę – przedwojenny system stopni, sprawności i znaki służb, oraz tradycyjne Przyrzeczenie Harcerskie. Po rozłamie w ZHP Biały Szczep pozostał w ZHP. Instruktorzy współpracowali z redakcją miesięcznika Harcerz Rzeczypospolitej, znacząco wpływając na zmiany, które uwidoczniły się na Zjeździe Bydgoskim ZHP.